# Björn Ingmar Böske
Björn Ingmar Böske (ur. 25 lipca 1991 w Bielefeld) – niemiecki aktor filmowy i telewizyjny.

## Życiorys
Urodził się w Bielefeld. Dorastał w Leopoldshöhe, gdzie chodził do szkoły podstawowej. Uczęszczał potem do Heeper Gymnasium w Bielefeld. Występował w głównej roli w szkolnym musicalu Grease. Podczas roku spędzonego za granicą w Norwegii grał w szkolnym teatrze. Równolegle ze szkołą, spędził trzy lata w młodzieżowym klubie teatralnym. Początkowo chciał studiować biologię, ale znalazł się w projekcie "Theater Total".
Od roku 2013 podjął studia aktorskie na Filmuniversität Babelsberg »Konrad Wolf«. W ramach studiów występował na scenie w spektaklach: Iwanow Antona Czechowa, Kto się boi Virginii Woolf Edwarda Albee czy Ryszard III Williama Szekspira.
Osiedlił się w Poczdamie. 

## Wybrana filmografia
- 2014: Talfallzug (film krótkometrażowy) jako Derek
- 2016: Kraina obfitości (Das Märchen vom Schlaraffenland, TV) jako Paul
- 2016: Dit is Fußball! (serial TV) jako Robyn
- 2017: Praxis mit Meerblick - Willkommen auf Rügen (TV) jako Eric
- 2017: Country Girls
- 2018: Warum Wir Reisen (film krótkometrażowy) jako Till